# NGC 812
NGC 812 (również PGC 8066 lub UGC 1598) – galaktyka spiralna (Sbc), znajdująca się w gwiazdozbiorze Andromedy. Odkrył ją Édouard Jean-Marie Stephan 11 grudnia 1876 roku.
W galaktyce tej zaobserwowano supernową SN 2010jj.